# Økoterrorisme
Økoterrorisme refererer normalt til voldelige handlinger, som støtte til økologiske og miljømæssige sager, mod personer eller deres ejendom.
Økoterrorisme er defineret af det amerikanske forbundspoliti, FBI, som "brugen eller truslen om brug af vold af en kriminel karakter mod mennesker eller ejendom af miljømæssige og politiske årsager, eller rettet imod en publikum, ofte af symbolsk karakter." FBI har estimeret, at økoterrorister har yder skader for op imod $200 million USD mellem 2003 og 2008.